# Nitrophila occidentalis
Nitrophila occidentalis är en amarantväxtart som först beskrevs av Horace Bénédict Alfred Moquin-Tandon, och fick sitt nu gällande namn av Sereno Watson. Nitrophila occidentalis ingår i släktet Nitrophila och familjen amarantväxter. Inga underarter finns listade i Catalogue of Life.

## Bildgalleri

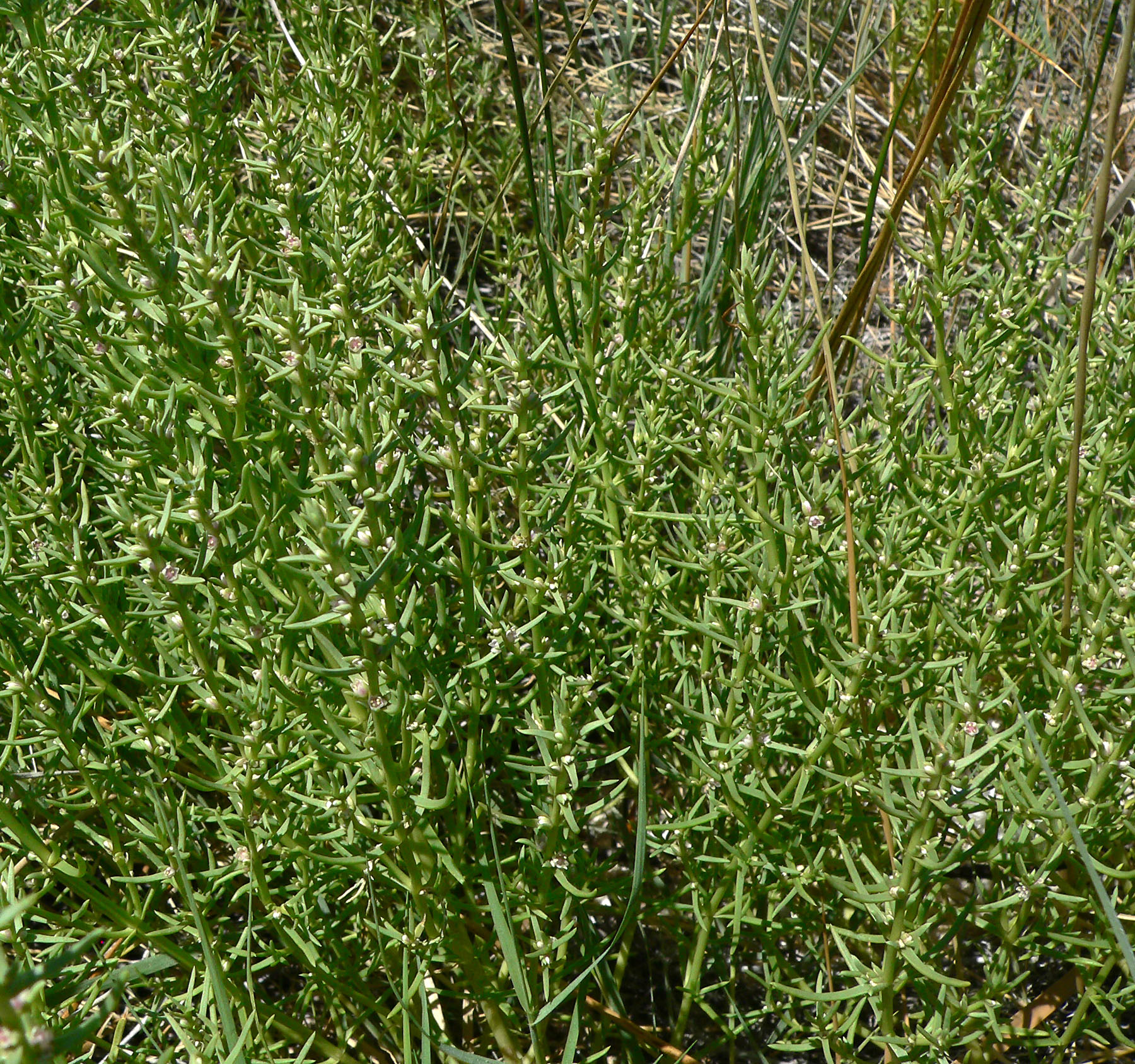
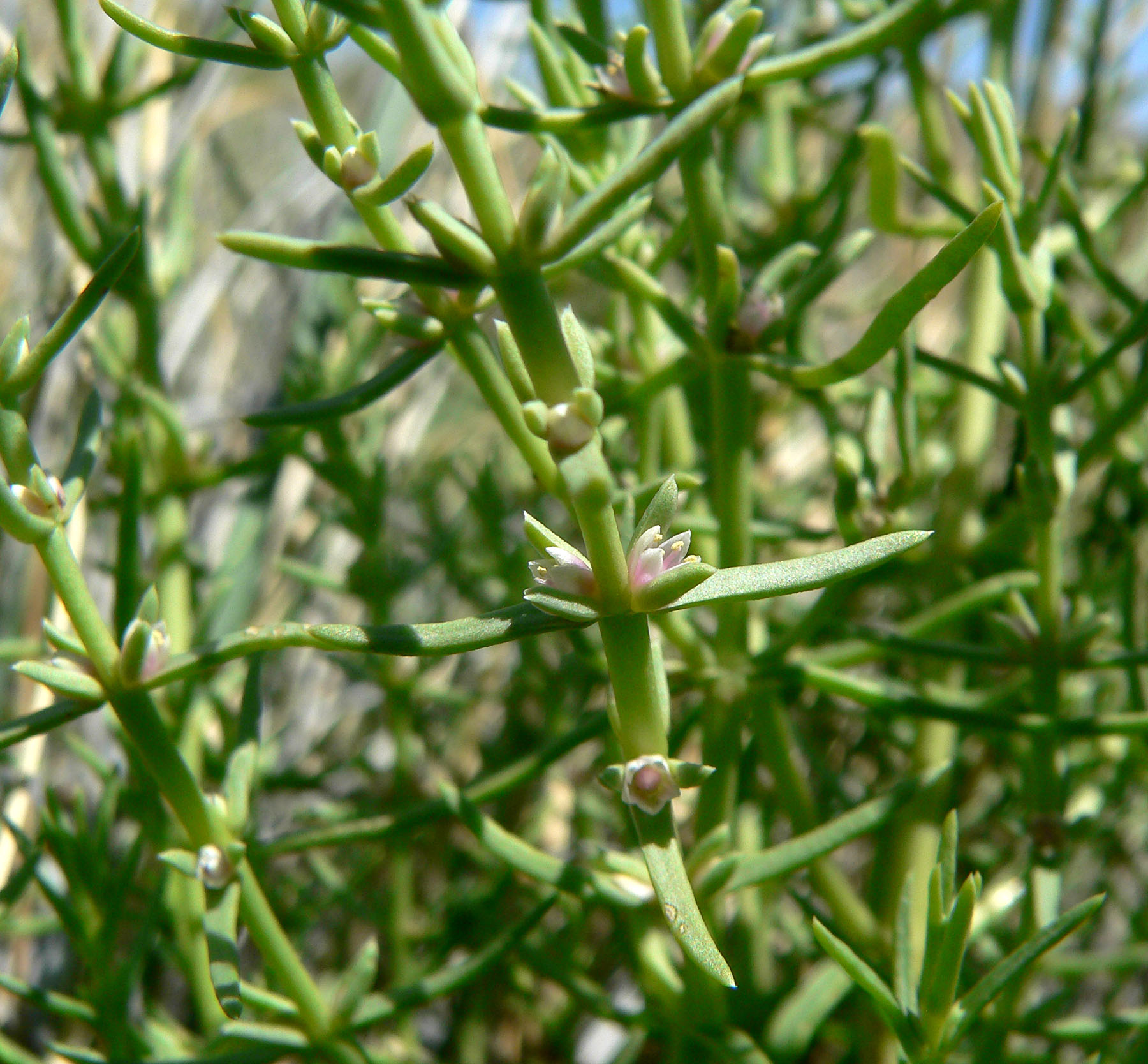
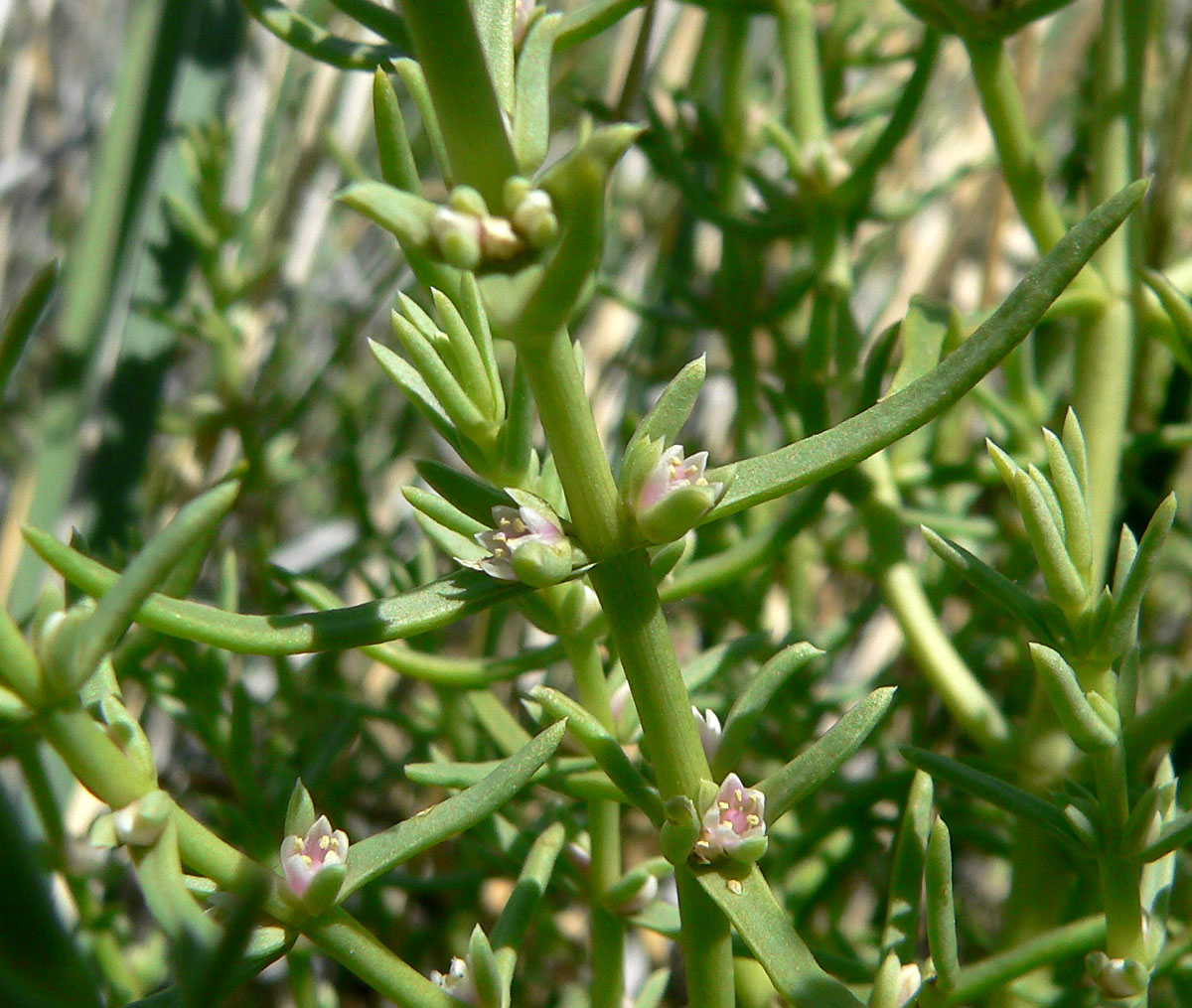
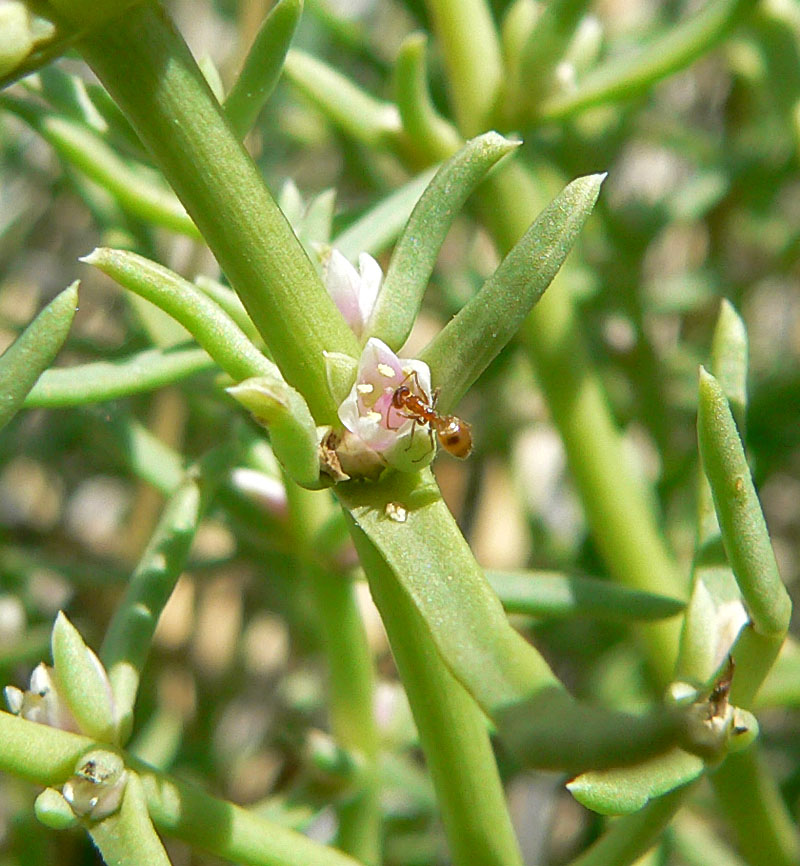
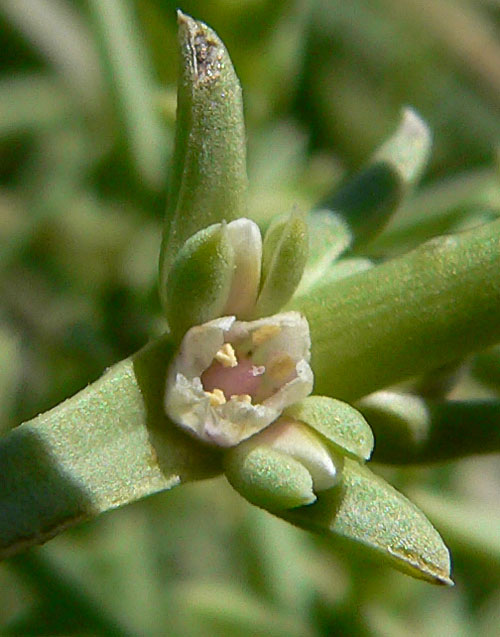
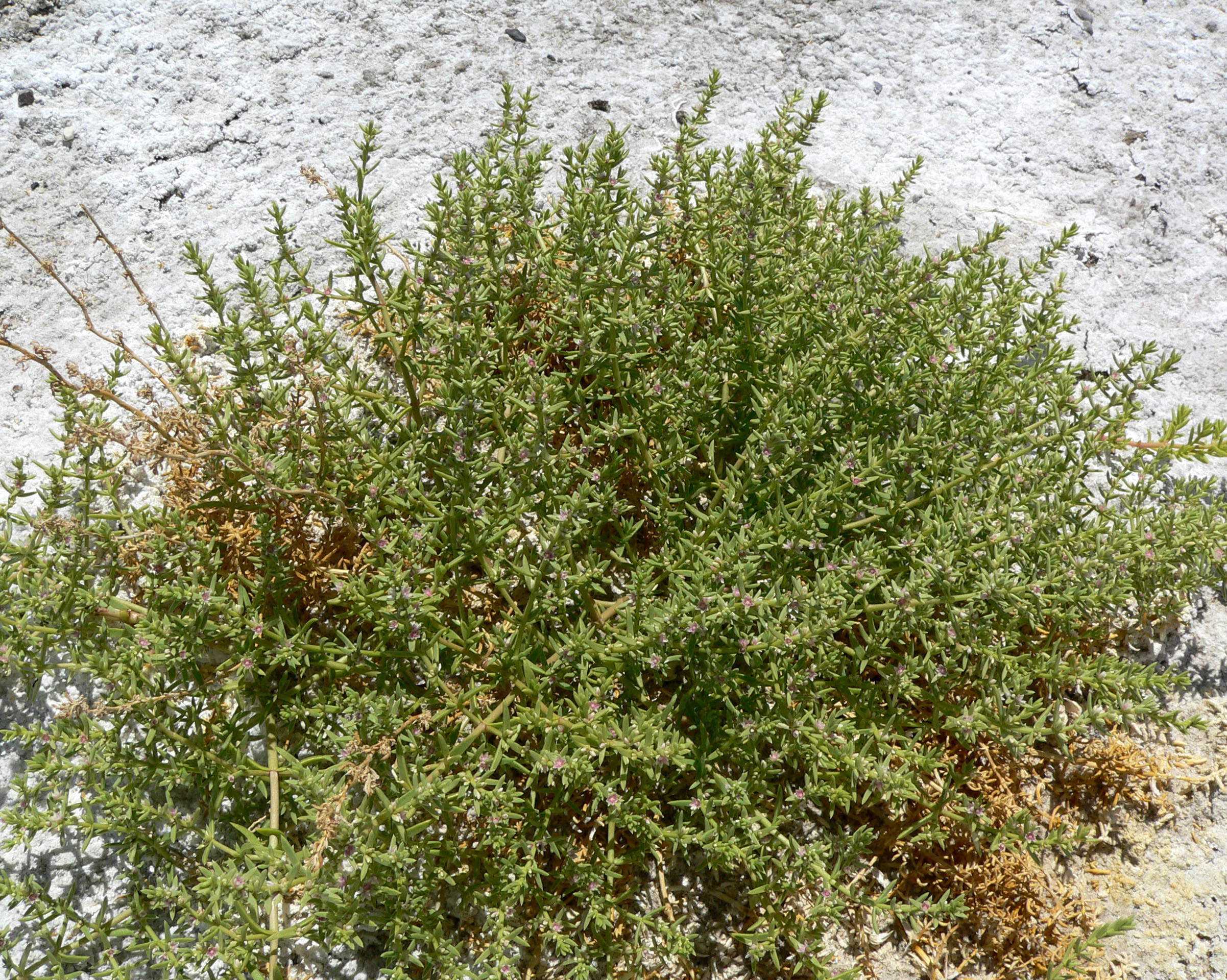